# 香港自治運動 (組織)
香港自治運動（英語：Hong Kong Autonomy Movement，縮寫：HKAM）是一個香港本土運動組織，由一群香港網民在2011年7月1日於Facebook成立。陳根（筆名陳雲）本為運動的提倡者及顧問，但於2013年6月13日，「香港自治運動」的FB組織宣布與陳雲終止合作關係，原因未有解釋。
HKAM主張多元化本土派立場，認同自決派部份立場，不認同華夏文化復興及修憲派論述。與自治派如毛孟靜（香港本土）、范國威和所屬的新民主同盟，以及親泛民人士黃世澤和林忌等的關係友好。
HKAM自2010年起多次舉辦重光紀念日悼念活動，悼念於香港保衛戰中捐驅的英靈。